# Acmeshachia
Acmeshachia är ett släkte av fjärilar. Acmeshachia ingår i familjen tandspinnare.
Kladogram enligt Catalogue of Life:
| Acmeshachia | \| \| Acmeshachia albifascia \| \| \| \| \| \| Acmeshachia gigantea \| \| \| \| \| \| Acmeshachia takamukui \| \| \| \| |
|             | \| \| Acmeshachia albifascia \| \| \| \| \| \| Acmeshachia gigantea \| \| \| \| \| \| Acmeshachia takamukui \| \| \| \| |
|             | Acmeshachia albifascia                                                                                                  |
|             | |
|             | Acmeshachia gigantea |
|             | |
|             | Acmeshachia takamukui                                                                                                   |
|             | |

## Bildgalleri

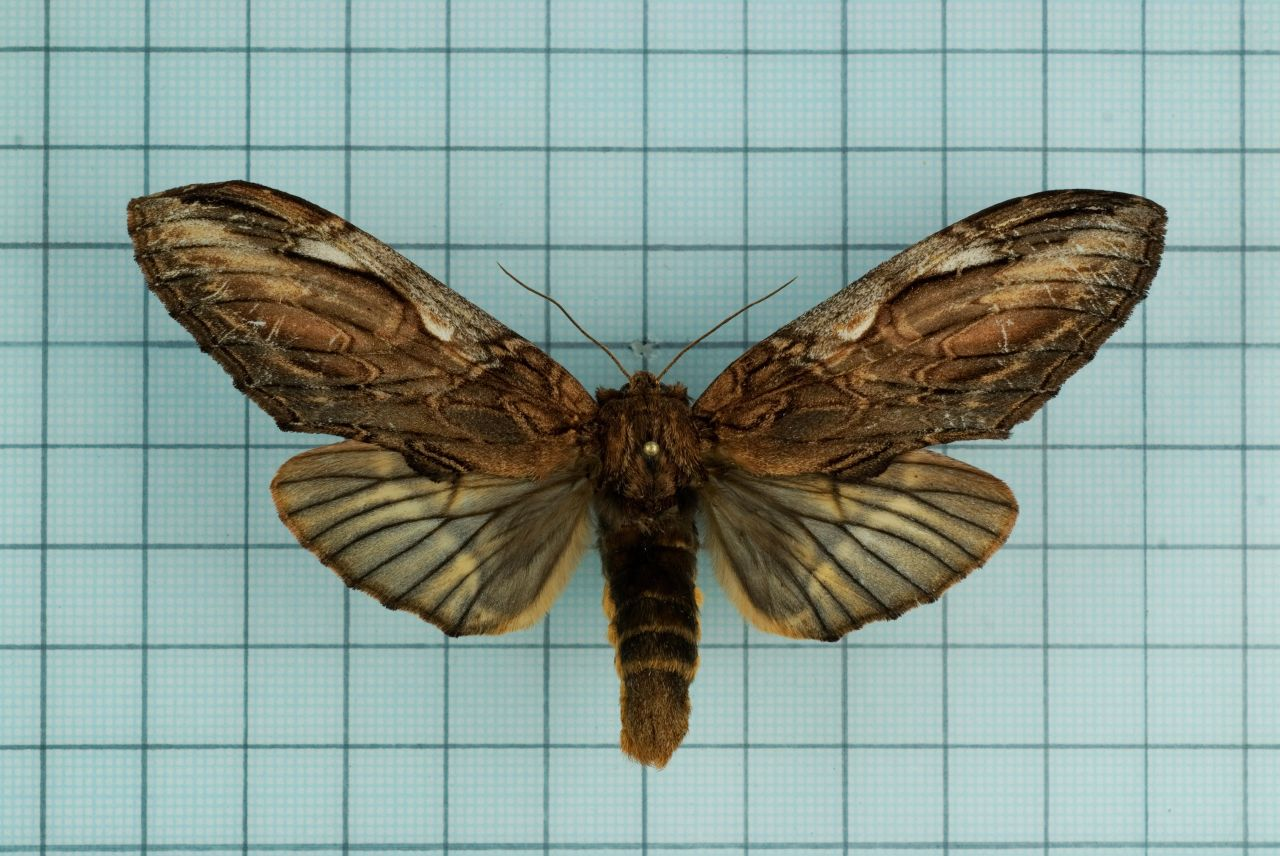
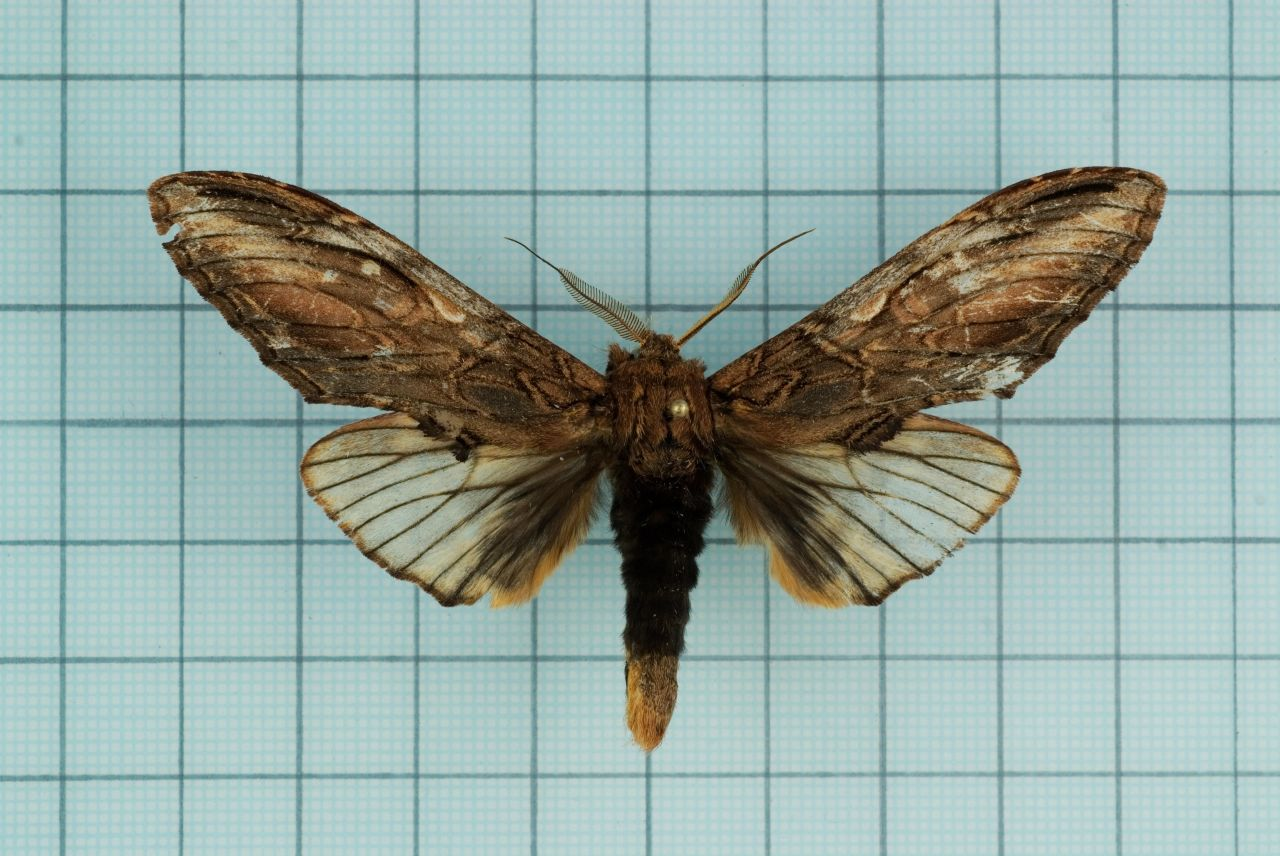
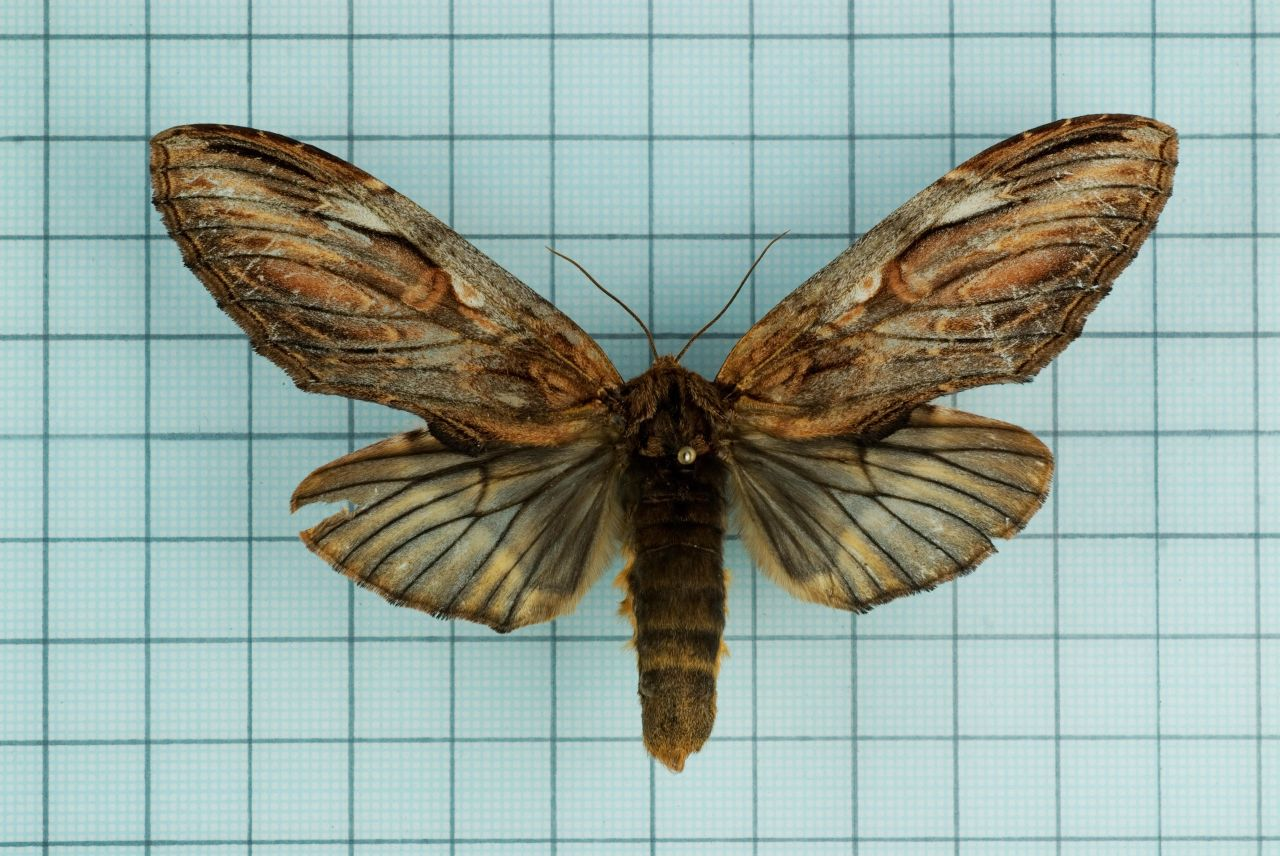
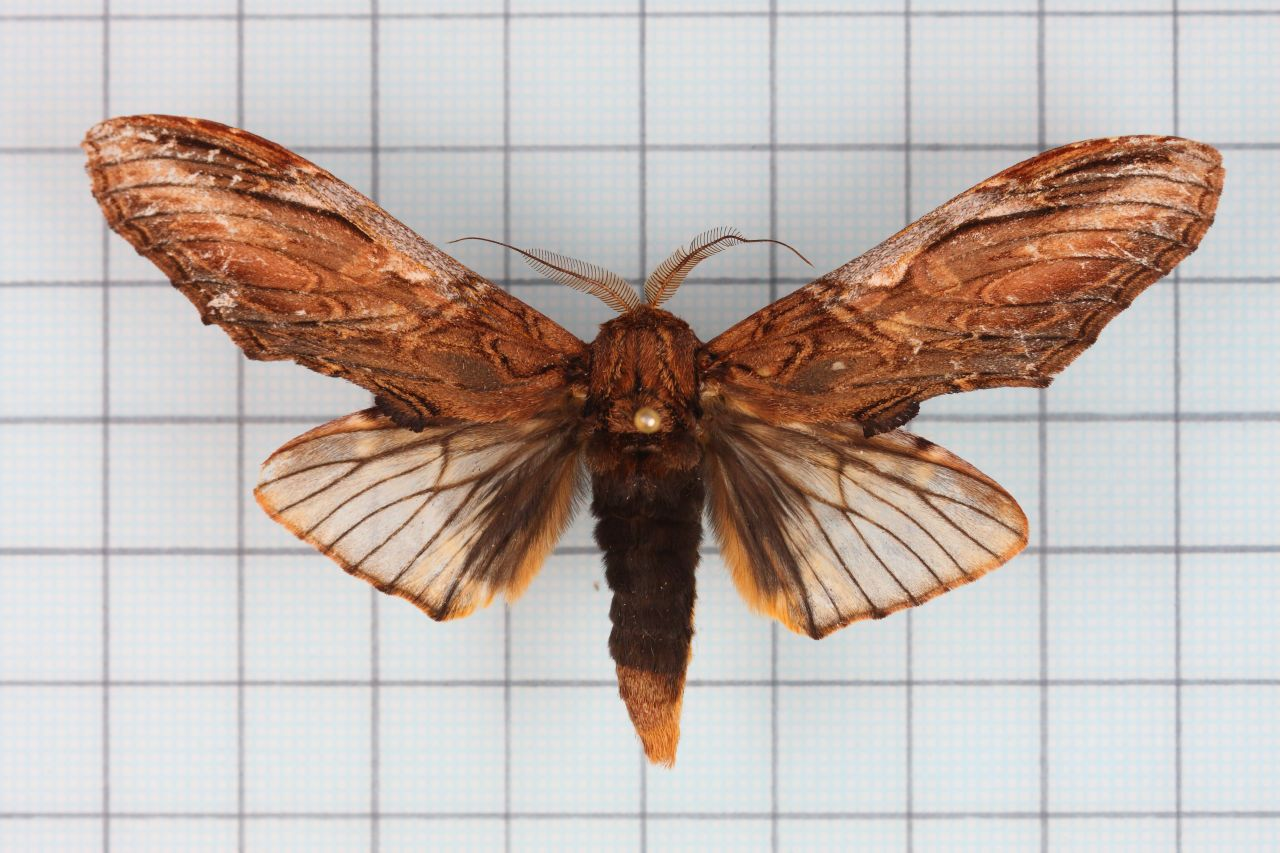